# Carmañola (chaqueta)

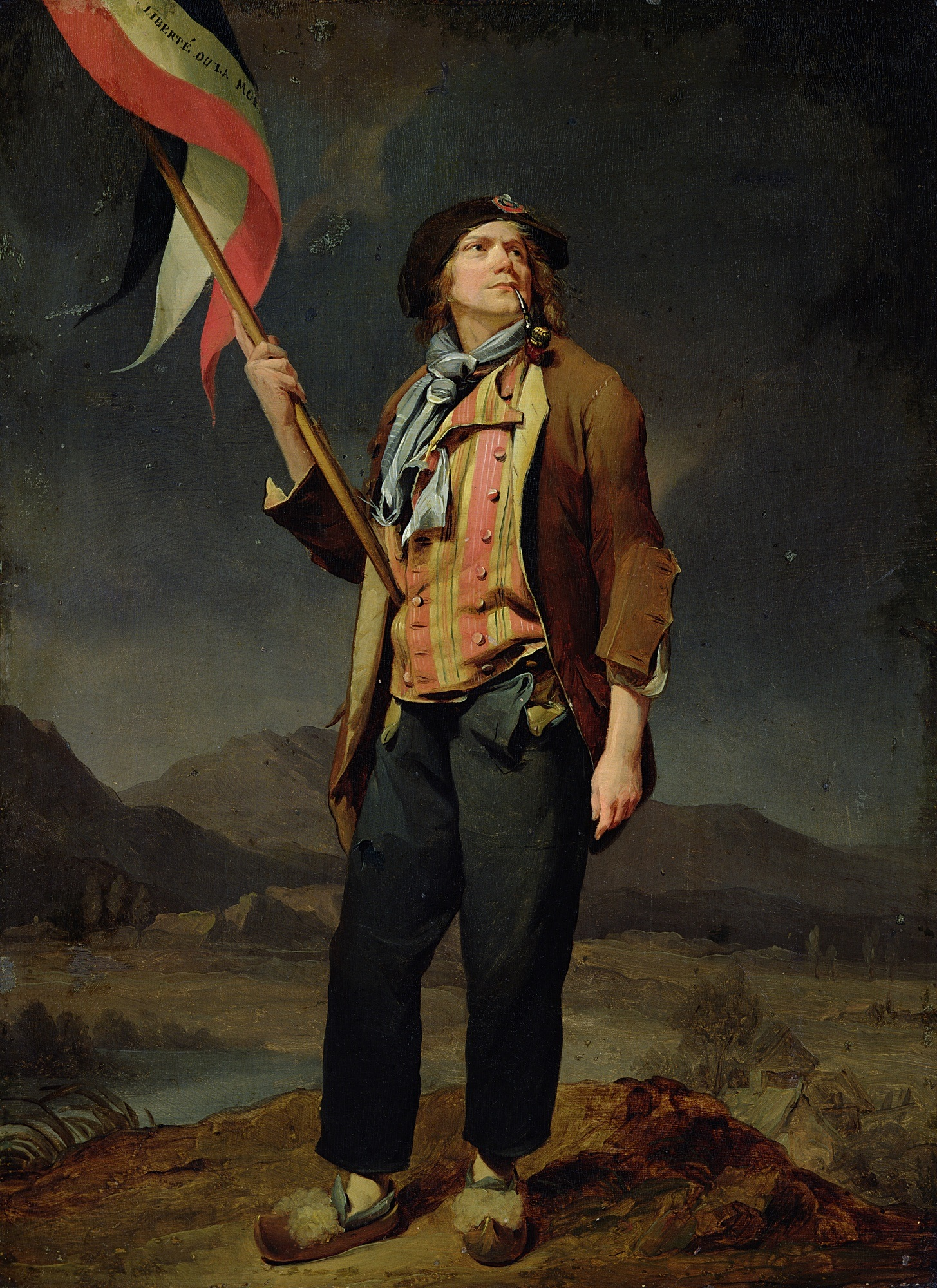
Un sansculotte en 1792

La carmañola (en francés, la carmagnole) era un tipo de vestimenta compuesta por chaqueta con una fila de botones metálicos que se complementaba un chaleco de tres colores y con una franja roja.
La carmañola fue llevada seguramente a París desde el sur de Francia en el 1792 y se convierte en poco tiempo en la indumentaria popular de los jacobinos y sobre todo, de su ala extrema: los sans culottes.
Seguramente, el nombre proviene de la ciudad de Carmagnola, pero con dudas sobre los detalles. Según la Enciclopedia Británica, originariamente era un traje agrícola piamontés. La tradición italiana lo refiere, sin embargo, a los trabajadores de cáñamo o al hecho de haber estado hecha con una calidad de cáñamo llamada precisamente Carmagnola. Al mismo tiempo, con la fortuna del vestido, se difunde una canción revolucionaria, la Carmañola, muy crítica con el rey y sobre todo, con la reina María Antonieta, apodada madamme veto.
La carmañola se vuelve el traje de los revolucionarios y así en 1893 los fascios sicilianos se describen como una marcha de campesinos vestidos con la carmañola negra y el clavel rojo.
- Datos: Q2939542
- Multimedia: Carmagnole (clothing) / Q2939542